# Carlos Cruz Carranza
Carlos Cruz Carranza, mort le 10 août 2013 à Tegucigalpa à 70 ans, est un entraîneur hondurien de football, qui a été sélectionneur du Honduras.

## Palmarès
- Championnat du Honduras de football 1977 (avec Olimpia)
- Coupe UNCAF des nations 1995 (avec le Honduras).